# 소저너
화성 탐사차 소저너(Sojourner)는 1997년 7월 4일 화성 패스파인더 계획 중 하나로 화성에 도착하였다. 소저너는 화성에서 92솔(지구 시간으로 95일)동안 작동하였으며, 지구와 달 이외의 천체에서 사용된 최초의 바퀴 달린 탐사차이다. 착륙 지점은 옥시아 팔루스 사각지대(Oxia Palus quadrangle)의 크리세 평원(Chryse Planitia)에 위치한 아레스 협곡(Ares Vallis) 지대이다.

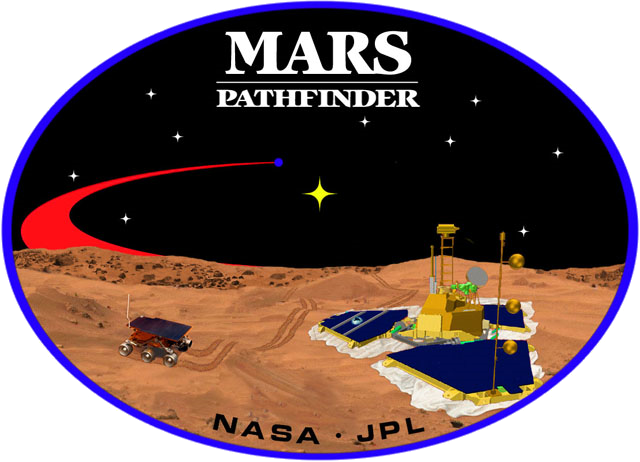

소저너는 전방 및 후방 카메라와 여러 실험을 수행하기 위한 하드웨어를 갖추고 있었다. 소저너는 7솔 동안의 임무를 목표로 설계되었으며, 최대 30솔까지 연장 임무가 가능하도록 계획되었다. 실제 활동 기간은 83솔(지구 시간으로 85일)이었다. 소저너는 패스파인더 본체 착륙선을 통해 지구와 통신하였으며, 본체는 1997년 9월 27일 오전 3시 23분(태평양 일광 절약 시간 기준)에 지구와의 마지막 성공적인 통신을 한 후 수신이 종료되었다. 소저너로부터의 마지막 신호는 1997년 10월 7일 오전에 수신되었다.
소저너는 통신이 끊길 때까지 약 100 미터를 이동하였다. 마지막으로 확인된 명령은 1997년 10월 5일(91솔)까지 정지 상태를 유지한 후 착륙선 주변을 주행하는 것이었다. 그러나 이 명령을 수행했음을 나타내는 증거가 없다. 소저너는 이후 기기 복구 시도가 모두 실패한 뒤, 1998년 3월 10일 공식적으로 종료되었다.

## 임무
소저너는 실험적인 탐사차로, 주요 임무는 NASA 연구소 엔지니어들이 개발한 기술적 해결책들이 화성 환경에서 유효한지를 시험하는 것이었다. 화성 환경에 대한 제한된 정보에도 불구하고, 설계 전략이 실제 환경에 적합한 차량을 만들어냈는지를 검증할 필요가 있었다. 화성에서의 작동을 분석하며 확인된 주요 문제들에 대한 해결책을 개발하고 이후의 행성 탐사 임무에 개선사항을 도입할 수 있게 될 것이라고 생각되었다. 임무의 주요 목표 중 하나는 "더 빠르고, 더 나으며, 더 저렴한" 우주선 개발이 가능함을 입증하는 것이었다. 개발에는 3년이 소요되었으며, 착륙선 개발에는 1억 5천만 달러, 탐사차 개발에는 2천 5백만 달러 정도가 투입되었다. 이는 이전의 것들보다 더 빠르고 저렴하게 개발된 것이었다.

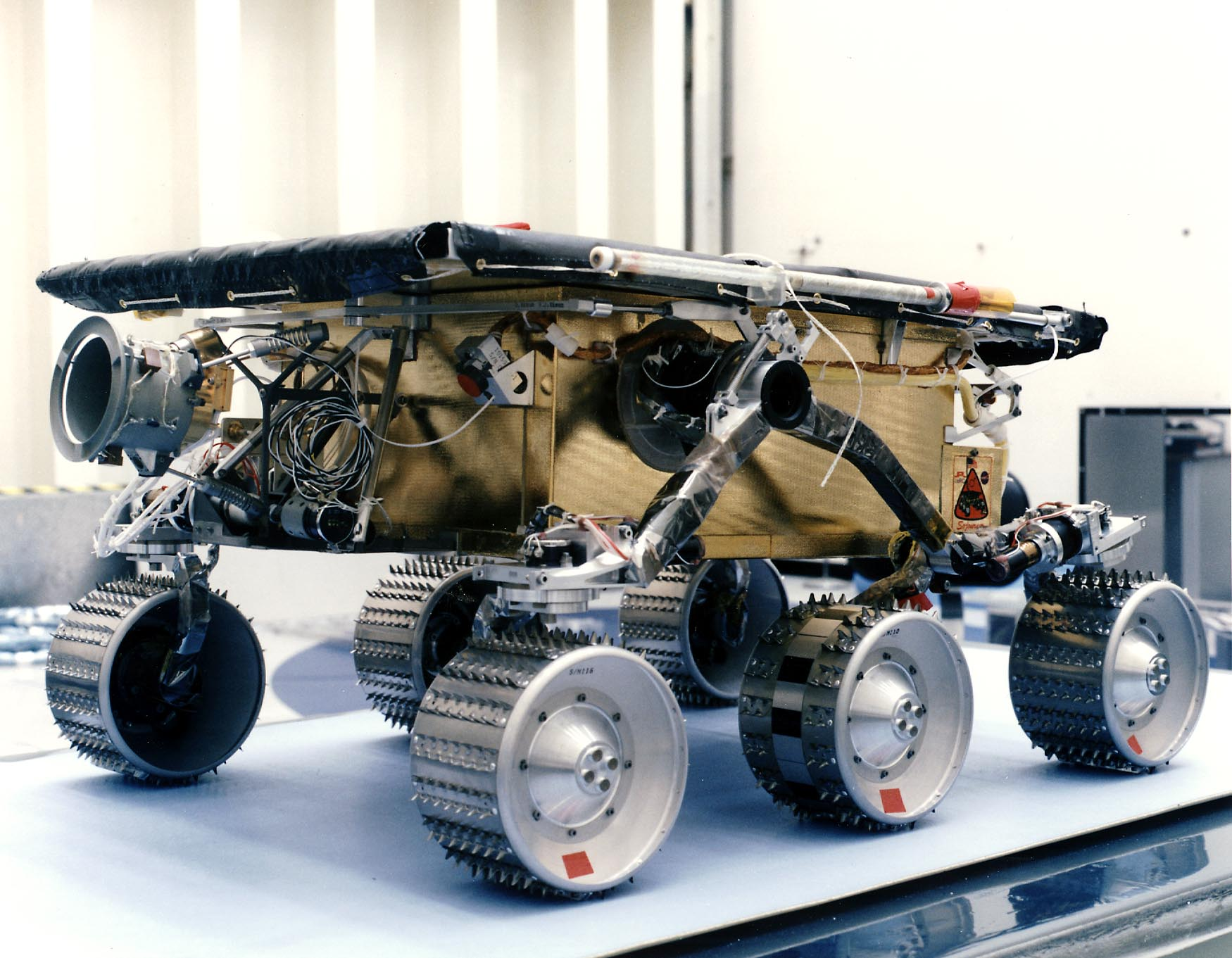
JPL의 소저너.

이러한 목표를 달성하기 위해 착륙 지점을 신중하게 선택하여 기술적 요구사항과 과학적 요구사항 사이의 균형을 맞출 필요가 있었다. 탐사선이 착륙할 수 있는 넓은 평원과 탐사차의 시스템을 검증할 수 있는 암석 지형이 필요하였는데, 이 때문에 최종적으로 선택된 지점은 크리세 평원의 아레스 협곡로 충적층 형태로 보이는 암석 지형이 있는 지역이었다. 연구자들은 거대한 배수로의 출구로 보이는 지역에 위치한 이 암석들의 분석을 통해 화성 표면에 과거 액체 상태의 물이 존재했음을 확인하고 암석이 침식되어 온 주변 지역에 대한 정보를 얻을 수 있을 것이라고 기대하였다.

## 기술적 특징
소저너는 NASA의 제트추진연구소(JPL)에서 개발이 되었다. 소저너는 바퀴가 6개인 가로 65 cm, 세로 48 cm, 높이 30 cm의 탐사차였다. 크루즈 단계에서는 높이 18 cm인 공간에 배치되었고, 질량은 10.6 kg를 차지하였다. 이 탐사차는 착륙선에 의해 보조되었다. 착륙선은 정사면체 형태를 가지고, 250 kg의 질량을 가지고 있었다. 카메라, 과학 장비, 풍향계가 달려 있고, 3개의 태양 전지판이 측면에 붙어있었다. 또한 탐사차와 통신을 유지하기 위한 6 kg의 장비도 설치되어 있었다. 하드웨어에는 초당 5.5 킬로비트의 데이터를 전송할 수 있는 방향 조절이 가능한 고출력 X 밴드 안테나, 일당 1.1 kW를 만들어 밤 동안 128 메가바이트의 동적 데이터를 솔당 2~4 시간 전송할 전력을 공급해주는 3.3 m2 크기의 갈륨비소 태양광판이 있었다.

### 착륙선
착륙선의 주요 임무 중 하나는 소저너를 보조해 탐사차의 작동 모습을 촬영하고 탐사차로부터 수집된 데이터를 지구로 전송하는 것이었다. 착륙선은 충전식 배터리와 측면에 설치된 2.5 m 이상의 태양 전지판을 갖추고 있었다. 착륙선에는 '화성 패스파인더 영상 장치(Imager for Mars Pathfinder, IMP)'라고 불리는 신축 가능한 기둥 위에 설치된 공간 필터를 갖춘 스테리오 카메라와, 대기 구조 관측기 및 기상 관측 패키지(Atmospheric Structure Instrument/Meteorology Package, ASI/MET)가 탑재되어 있었다. ASI/MET는 화성 기상 관측소 역할을 하여 기압, 온도, 풍속에 대한 데이터를 수집하였다. MET 구조물에는 서로 다른 높이에 세 개의 풍속계가 설치되어 있었으며, 가장 높은 풍속계는 약 1 m 높이에 위치해 주로 서쪽에서 부는 바람을 기록하였다. IMP는 매 시간마다 풍속계를 촬영하여 연속적인 데이터를 제공하였다. 이러한 측정을 통해 착륙 지점에서의 바람에 의한 풍식, 입자 임계치, 유체역학적 표면 거칠기 등이 분석될 수 있었다.
IMP 카메라의 정사각형 형태의 렌즈는 15 cm 간격으로 배치되어 입체적인 시각과 거리 측정을 하여 소저너의 작동을 지원하였다. 두 개의 광학 경로는 각각 두 개의 거울에 의해 반사되어 하나의 전하결합소자(CCD)로 빛을 모았다. 움직이는 부품을 최소화하기 위해 IMP는 전자식 셔터 방식을 사용하였다. CCD의 절반은 마스킹되어 전자 셔터의 판독 영역으로 사용되었다. 이 장치는 1 밀리라디안당 1 픽셀의 해상도를 가지며 이는 1 m 거리에서 1 mm당 1 픽셀 정도의 해상도를 가진다. 카메라 실린더는 방위각 360°, 고도 -67~+90°까지 회전할 수 있는 짐벌에 장착되어 있다. 이 장치는 AEC Able Engineering사가 설계 및 제작한 신축형 안테나 받힘에 의해 지지된다. 이 받힘은 카메라를 화성 표면으로부터 약 1.5 m 높이에 위치시켜주며, 패스파인더의 수평선 시야를 장애물이 없는 평지 기준으로 약 3.4 km까지 확장해 주었다.

### 전력 시스템
소저너는 태양 전지판과 충전 불가능한 리튬염화싸이오닐(LiSOCl₂) 전지를 탑재하고 있었으며 이 전지는 150Wh를 제공하여 제한적인 야간 작동을 가능하게 하였다. 배터리가 소모된 이후에는 낮 동안에만 작동할 수 있었다. 또한 이 배터리는 화성으로 향하는 비행 중 크루즈 단계에서 탐사차의 상태를 점검하는데 사용되었다. 탐사차는 0.22 m2의 태양 전지판을 장착하고 있었으며, 환경에 따라 최대 약 15 와트의 전력을 생산할 수 있었다. 태양 전지는 갈륨비소/저마늄(GaAs/Ge) 소재로 제작되었으며, 약 18%의 효율을 가졌다. 이 전지는 약 -140 °C 까지의 극저온에서도 견딜 수 있었다. 화성에서 약 40솔이 지난 후, 착륙선의 배터리가 더 이상 충전되지 않자, 탐사차를 일몰 전에 전원 종료하고 일출 시 다시 전원을 켜는 방식으로 운영하는 방법을 택하였다.

### 이동 시스템
소저너의 바퀴는 알루미늄으로 제작되었으며, 지름은 13 cm, 폭은 7.9 cm였다. 바퀴에는 톱니 모양의 스테인리스강 트랙이 부착되어 있어 부드러운 지면에서는 최적 조건 하에 1.65 kPa (0.239 psi)의 압력을 생성할 수 있었다. 그러나 임무 수행 동안 고압이 필요한 상황은 발생하지 않았다. 각 바퀴는 각각 독립적인 모터에 의해 구동되었다. 첫 번째 바퀴와 세 번째 바퀴가 주행 방향 조절 담당하였다. 여섯 개 바퀴 모두를 주향 조절이 가능하게 하는 구성이 제안되었으나, 무게가 너무 많이 나가 채택되지 않았다. 탐사차가 제자리에서 회전할 때 지름 74 cm의 원을 그렸다.
바퀴는 특별히 개발된 서스펜션 시스템을 통해 프레임에 연결되어 있어 험난한 지형에서도 여섯 개의 바퀴가 모두 지면에 접촉할 수 있게 설계되었었다. JPL의 돈 비클러는 실험용 차량들을 위해 “로커-보기(Rocker-bogie)” 바퀴를 개발했으며 소저너는 그 여덟 번째 버전이었다. 이 바퀴 시스템은 두 가지 요소로 구성되어 있었다. "보기(Bogie)"는 앞바퀴와 중앙 바퀴를 연결하고, "로커(Rocker)"는 뒷바퀴를 나머지 두 바퀴와 연결했다. 이 시스템에는 각 바퀴에 가해지는 압력을 증가시킬 수 었었던 스프링이나 다른 탄성 요소들은 포함되지 않았다. 이 시스템 덕분에 탐사차는 8 cm까지의 장애물을 넘을 수 있었으며, 이론적으로는 최대 20 cm 높이의 장애물, 즉 탐사차 길이의 약 30 퍼센트에 해당하는 장애물도 넘을 수 있었다. 또한 서스펜션 시스템은 스스로 접히는 기능을 갖추고 있어, 크루즈 상태에서는 탐사차가 18 cm 높이를 차지하였다.
이러한 이동 시스템은 화성 환경에 적합한 것으로 판명되었으며, 매우 안정적이었고 전진과 후진을 비슷한 수준의 난이도로 수행할 수 있었다. 이후 스피릿과 오퍼튜니티에서도 어느 정도의 수정을 거친 이동 시스템이 채택되었다.
소저너 개발로 이어진 10년에 걸친 연구 개발 단계 동안 JPL에서 달 및 화성용 탐사차 개발에 대해 쌓아온 경험을 활용할 수 있는 대체 솔루션들이 검토되었다. 다리를 네 개 이상을 사용하는 방식은 세 가지 이유로 배제되었다. 다리 수가 적으면 탐사차의 이동성과 작동의 자유도가 제한되며, 다리 수를 늘리면 복잡해진다. 또한 이러한 방식으로 이동하려면 다음 발걸음을 딛을 지면에 대한 정확한 사전 정보가 필요하여 추가적인 어려움이 발생하였다. 바퀴를 사용하는 선택은 대부분의 안정성 문제를 해결하고, 무게를 줄일 수 있으며, 이전 방식에 비해 효율성과 제어성을 향상시켰다. 가장 단순한 구성은 4개의 바퀴를 사용하는 방식이나, 이는 장애물을 통과하는 것에 어려움을 겪었다. 이에 대한 더 좋은 방안으로 6개 또는 8개의 바퀴를 사용하는 것으로, 특히 뒷바퀴가 밀 수 있게 만드는 방법을 이용하여 장애물을 넘어설 수 있게 하는 방식이었다. 그 결과 더 가볍고 단순한 여섯 바퀴 방식이 채택되었다.
소저너는 착륙선으로부터 최대 통신 거리와 가까운 500 m 거리까지 이동할 수 있었으며, 최대 속도는 1cm/s였다.

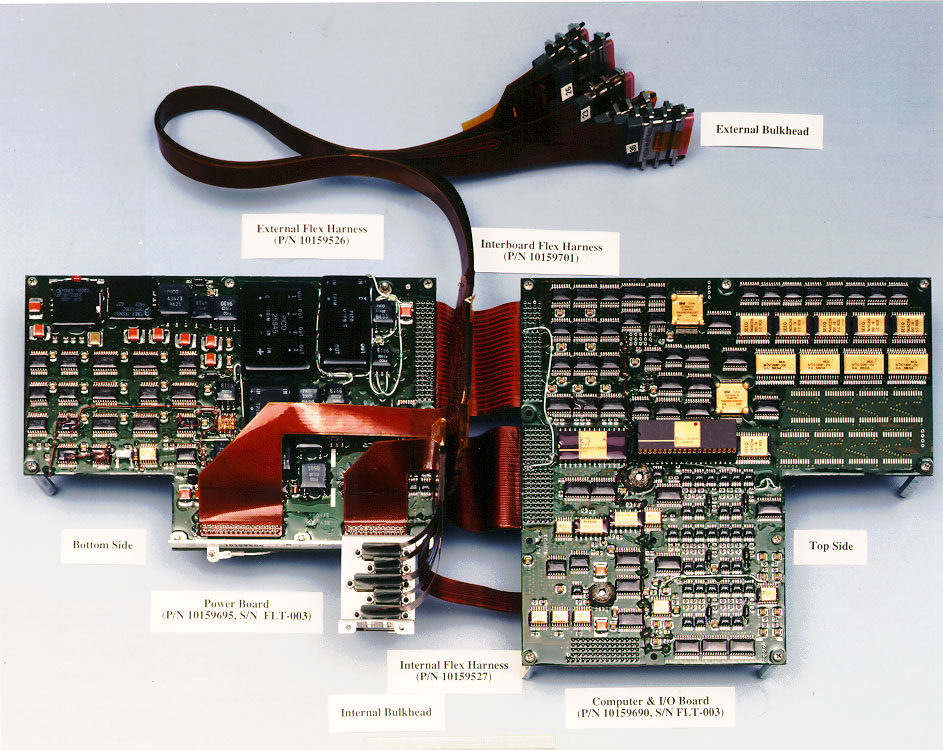
소저너의 전자 회로.

### 하드웨어와 소프트웨어
소저너의 CPU는 인텔 80C85로, 2 MHz 클럭을 가지며 64 KB 메모리를 주소 지정하며, 순환 실행 스케줄링 방식으로 동작하였다. 소저너는 네 가지 메모리 저장 장치를 갖추고 있었다. 메인 프로세서용으로 IBM이 제작한 64 KB RAM, 해리스(Harris)가 제작한 내방사성 PROM 16 KB, 씨크 테크놀로지(Seeq Technology)가 제작한 비휘발성 저장 장치 176 KB, 그리고 마이크론(Micron)이 제작한 임시 데이터 저장 장치 512 KB가 있었다. 전자 장비들은 탐사차 내부의 웜 일렉트로닉스 박스(WEB) 안에 수납되어 있었다. WEB는 유리섬유 시트를 알루미늄 빔에 붙혀서 만든 상자형 구조물이다. 유리섬유 시트 사이의 공간은 에어로젤 블록으로 채워져 단열을 해주었다. 소저너에 사용된 에어로젤의 밀도는 약 20 mg/cm3였다. 이 단열재는 탐사차의 장비에서 발생하는 열을 가두기 위해 배치되었으며, 가두어 둔 열은 밤 동안 단열재를 통해 내부로 퍼지면서 탐사차 외부는 0~−110 °C 사이의 온도 변화를 겪는 동안 WEB 안의 전자 장비 온도를 −40~40 °C로 유지시켜 주었다.
패스파인더 착륙선의 컴퓨터는 Rad6000 SC CPU를 탑제한 내방사성 IBM Risc 6000 싱글 칩을 사용하였으며, 128 MB RAM과 6 MB EEPROM 메모리를 탑재하고 있었다. 운영 체제는 VxWorks였다.
패스파인더 미션은 착륙선의 병행 컴퓨팅 소프트웨어의 버그로 인해 위태로웠던 적이 있었다. 이 버그는 비행 전 테스트에서 발견이 되기는 하였으나, 예상치 못한 고부하인 상황에서만 발생했기 때문에 단순한 글리치로 간주되어 우선순위가 낮게 평가가 되었고, 이 대신 착륙 및 진입 코드 검증에 집중을 하였다. 발생했던 문제는 지구에 있는 실험용 복제 모델을 통해 재현 및 수정할 수 있었으며, 우선순위 역전 현상으로 인한 컴퓨터의 리셋이 원인이었다. 컴퓨터가 리셋되었을 때 과학 및 공학 데이터는 손실되지 않았지만 이후의 모든 작업은 다음 날까지 중단되었다. 리셋은 7월 5일, 10일, 11일, 14일에 발생하였으며, 7월 21일 소프트웨어에 우선순위 상속을 가능하게 하는 패치가 적용된 후 문제가 해결되었다.

### 통신 및 카메라
소저너는 최대 9,600 Bd 라디오 모뎀을 사용하여 기지국과 통신이 가능했으나, 오류 검사 프로토콜로 인해 실제 통신 속도는 2,400 Bd로 제한되었으며, 이론 상 통신 거리는 약 0.5 km였다. 정상 작동 시, 소저너는 패스파인더에 주기적으로 "심장 박동(Heartbeat)" 메시지를 전송하였다. 응답이 없을 경우, 탐사차는 마지막으로 심장 박동을 수신한 위치로 자율적으로 복귀할 수 있었다. 필요할 경우 이 전략을 이용하여 탐사차의 작동 범위를 무선 송수신기 사거리 이상으로 확장하는 것도 가능했지만 미션 기간 동안 소저너는 패스파인더로부터 10 m 이상 떨어지는 일은 거의 드물었다. 초고주파(UHF) 라디오 모뎀은 반 이중 통신으로 작동하여 데이터를 송신하거나 수신할 수는 있었지만 둘이 동시에 수행할 수는 없었다. 데이터는 2 kB씩 전송되었다.
탐사차는 기지국의 IMP 카메라에 의해 촬영되었으며 이 IMP 카메라 시스템은 탐사차가 이동할 경로를 결정하는 데에도 도움을 주었다. 탐사차에는 전면에 흑백 카메라 2대, 후면에 컬러 카메라 1대가 장착되어 있었다. 각각의 전면 카메라는 484×768 센서 요소를 가졌다. 이 카메라들은 이스트만 코닥사에서 제조한 CCD를 사용하였으며, CPU에 의해 클럭 동기화되었고 자동 노출, 블록 절단 부호화(Block Truncation Coding, BTC) 데이터 압축, 불량 화소/컬럼 처리, 이미지 데이터 패킷화를 지원하였다.

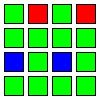
소저너의 카매라의 화소 맵

양쪽 전면 카메라는 각각 5개의 레이저 스트라이프 프로젝터와 결합되어 있어 입체적인 이미지를 촬영하고 탐사차 경로상의 장애물을 감지하기 위한 측정 또한 할 수 있었다. 광학계는 윈도, 렌즈, 필드 플래트너 렌즈(Field flattener lens)로 구성되었다. 윈도는 사파이어로 제작되었으며, 렌즈와 필드 플래트너 렌즈는 셀레늄화아연(ZnSe)으로 만들어졌다.
또 다른 컬러 카메라는 소저너의 APXS 근처인 후면에 장착되어 있었으며 90° 회전되어서 장착되어 있었다. 이 카메라는 APXS의 조사 영역과 소저너의 지면 주행 흔적을 촬영하는 데 사용되었다.
이 컬러 카메라의 센서는 4×4 맵 중 16개 픽셀 중 12개가 녹색광에 민감하도록 배치되었으며, 나머지 4개 픽셀 중 2개는 적색광, 2개는 적외선과 청색광에 민감하도록 배열되었다.
탐사차의 카메라는 셀레늄화아연 렌즈를 사용했기 때문에, 500 nm보다 짧은 파장의 빛은 차단되었다여 청색광은 청색 화소나 적외선 민감 화소에 도달하지 못했고, 이 화소들은 오직 적외선만을 기록할 수 있었다.

### 탐사차 제어 소프트웨어
소저너는 지구에 있는 Silicon Graphics Onyx2 컴퓨터에서 실행된 "탐사차 제어 소프트웨어(Rover Control Software, RCS)"에 의해 지원되었다. RCS 소프트웨어는 그래픽 인터페이스를 통해 명령 시퀀스를 생성할 수 있도록 도와주었다. 탐사차 조종사는 스테리오 안경을 착용해 화성에서 전송된 영상을 보고 특수 조이스틱을 이용해 가상 모델을 조작하였다. 이 제어 소프트웨어는 탐사차와 주변 지형을 어느 각도에서도 볼 수 있게 해 주어 지형 특징을 분석하고, 웨이포인트를 설정하며, 가상 플라이오버도 지원하였다. 다트 모양의 아이콘이 탐사차가 이동해야 할 위치를 표시하는 데 사용되었다. 목표 지점들은 하나의 시퀀스에 추가되어 탐사차에게 전송되었으며 보통 하루에 한 번씩 장문의 명령 시퀀스가 전송되었다. 탐사차 조종사는 브라이언 K. 쿠퍼와 잭 모리슨이었다.

## 과학 장비

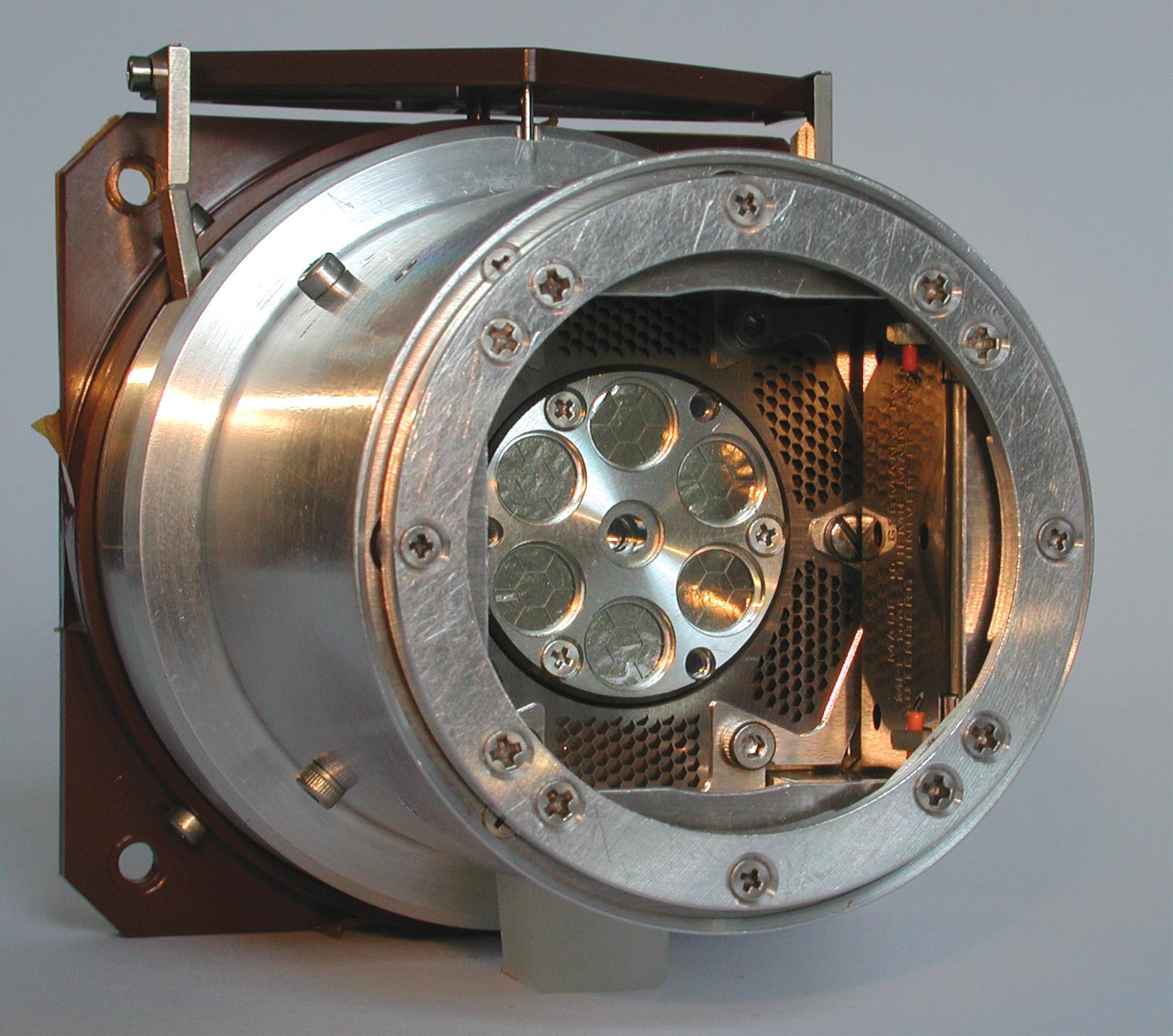
알파 입자 X선 분광기.

### 알파 입자 X선 분광기
알파 입자 X선 분광기(Alpha Proton X-Ray Spectrometer, APXS)는 화성의 토양, 암석, 먼지의 화학적 구성을 분석하도록 설계되었다. 이 장치는 샘플이 장비 내 방사성 원소에 노출했을 때 산란하는 알파 입자, 양성자, X선을 분석하여 화학 조성을 분석하는 분광기다.이 장치 내에는 18.1년의 반감기를 가진 244Cm을 사용하였으며, 이는 5.8 MeV의 에너지를 가진 알파 입자를 방출하였다. 조사된 샘플의 표면에 영향을 미친 입사 방사선 일부는 반사가 되고, 나머지는 샘플과 상호작용 하였다.

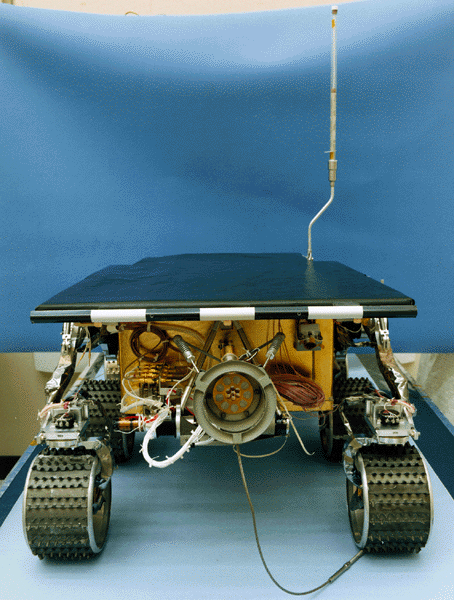
소저너 후방에 있는 APXS.

APXS 기법은 방사성 동위원소에서 방출된 알파 입자와 물질 간의 상호작용을 이용한다. 반사하는 방사선에는 세 가지 종류가 있다. 간단한 러더포드 후방 산란, 가벼운 원소의 핵과 반응해 생성된 양성자, 그리고 알파 입자 폭격으로 생성된 원자 껍질 내 빈자리가 가장 안쪽 궤도의 전자와 상호 작용하여 일어나는 재배치를 통해 생성된 X선이 있다. 이 장치는 반사 방사선의 세 가지 종류 모두의 에너지를 탐지하도록 설계되어, 분석된 샘플 표면 아래 수십 마이크로미터 깊이에서 원자와 그 원자들의 양을 알 수 있게 해준다. 이 과정은 느리며 각 측정은 최대 10시간까지 걸릴 수 있다.
감도와 선택성은 채널에 따라 달라졌는데 알파 후방 산란은 탄소와 산소와 같은 가벼운 원소에 대해 높은 감도를, 양성자 방출은 주로 나트륨, 마그네슘, 알루미늄, 실리콘, 황에, X선 방출은 더 무거운 원소인 나트륨에서 철과 그 이상에 민감하다. 세 가지 관측을 결합하면 APXS는 수소를 제외한 모든 원소에 대해 민감하게 반응하며, 수소는 1% 이하의 농도에서만 감지된다. 이 장치는 실패했던 탐사인 러시아의 마르스 96호를 보안해 설계되었다. 알파 입자와 양성자 탐지기는 막스 플랑크 연구소 화학과에서 제공하였고, X선 탐지기는 시카고 대학교에서 개발하였다.
각 측정 중에 장치의 전면 표면은 샘플과 접촉해야 했다. 이를 가능하게 하기 위해, APXS는 알파 입자 X선 분광기 배치 메커니즘(Alpha-Proton-X-ray Spectrometer Deployment Mechanism, ADM)에 장착되었다. ADM은 ±25°의 회전이 가능한 인간의 손목과 비슷한 액추에이터였다. 탐사차와 ADM의 이중 이동성은 화성에 최초로 도달한 APXS 장치인 이 장치의 성능을 올려주었다.

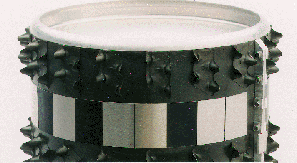
바퀴 마모 실험에 의해 마모된 바퀴의 모습.

### 바퀴 마모 실험
바퀴 마모 실험(Wheel Abrasion Experiment, WAE)은 화성 토양이 얇은 층의 알루미늄, 니켈, 백금에 미치는 연 작용을 측정하여 착륙 지점의 토양 입자 크기를 추정하려는 목적으로 설계되었다. 이를 위해 각 금속당 5개씩 있는 15개의 층을 탐사차의 두 개의 중앙 휠 중 하나에 장착되었다. 두께는 200~1000 Å 사이였고, 탐사차의 다른 부분과 전기적으로 분리되었다. 바퀴를 적절하게 조정하여 햇빛을 근처의 광전 센서로 반사시켜 수집된 신호는 원하는 정보를 결정하기 위해 분석되었다. 연마 작용이 탐사에서 의미를 가지질 수 있도록 하기 위해 소저너는 자주 정지를 하고, 다른 5개의 휠을 제동한 채 WAE 바퀴 만이 회전하도록 하여 마모를 증가시켰다. 화성에서의 WAE 실험 후, 실험실에서 관찰된 효과를 재현하려는 시도가 있었다.
퍼거슨 외 사람들이 제안한 결과 해석에 따르면, 착륙 지점의 토양은 40 μm 이하의 입자 크기를 가진 제한된 경도를 가진 미세한 먼지로 구성되어 있다고 한다. 이 장치는 글렌 연구 센터의 루이스 태양광 및 우주 환경 부서에서 개발, 제작 및 지휘하였다.

### 물질 부착 실험
물질 부착 실험(Materials Adherence Experiment, MAE)은 글렌 연구 센터의 엔지니어들에 의해 설계되어 탐사차 뒷면에 매일 쌓이는 먼지와 태양 전지판의 에너지 변환량의 감소를 측정하기 위한 것이었다. 이 실험은 두 개의 센서로 구성되었다.
첫 번째 센서는 명령에 따라 유리를 제거할 수 있는 투명한 유리로 덮인 태양광 셀로 구성되어 있었다. 화성의 정오일 때 셀의 에너지 출력을 측정했으며, 유리가 있는 상태와 제거한 상태에서 각각 측정을 진행했다. 이 둘의 비교를 통해 먼지로 인한 셀의 출력 감소를 알아 낼 수 있었다. 첫 번째 셀의 결과와 화성 환경에 노출된 두 번째 태양광 셀은 비교가 되었다. 두 번째 센서는 미소 수정 진동자 저울(Quartz Crystal Microbalance, QCM)을 사용하여 센서에 부착된 먼지의 단위 표면 당 질량을 측정했다.
탐사 중 태양광 셀의 에너지 효율 감소 비율이 하루에 0.28%로 기록되었으며, 이는 탐사차가 정지해 있든, 이동 중이든 상관없이 일정했다. 이는 탐사차의 움직임에 의해 먼지가 날려지는 것이 아니라 대기 중에 떠 있는 먼지가 쌓인 것 임을 보여준다.

## 제어시스템

높이 차이가 있는 지형을 지나는 소저너.

소저너의 주행과 관련한 통신이 매 솔마다 한번씩 보내기로 정해졌기 때문에 탐사차는 독립적으로 이동을 제어할 수 있는 제어 시스템을 갖추어 졌었다.
사전에 명령어 여러 개가 프로그래밍되어 있었으며 이는 장애물을 극복하기 위한 적절한 전략을 제공하였다. 주요 명령어 중 하나는 "웨이포인트로 이동(Go to Waypoint)"이었다. 착륙선을 원점으로 하는 지역 참조 시스템이 구상되었다. 착륙 순간에 북쪽 방향을 기준으로 좌표 방향이 고정되었다. 솔마다 한 번 있는 통신 기간 동안 탐사차는 지구로부터 도달 지점의 좌표를 포함한 명령어 문자열을 수신받았고, 이 지점까지 탐사차는 자율적으로 이동해야 했다.
탐사차의 온보드 컴퓨터에 구현된 알고리즘은 출발 지점에서 장애물까지 직선 경로로 이동하는 것을 첫 선택지로 설정했다. 사진 장치와 레이저 발사기 장치를 사용하여 경로 상의 장애물을 식별하였다. 온보드 컴퓨터는 카메라 영상에서 레이저에 의해 생성된 신호를 찾도록 프로그래밍 되어 있었다. 평평하고 장애물이 없는 지형일 경우, 이 신호의 위치는 컴퓨터에 저장된 기준 신호에 비해 크게 변하지 않았다. 그러나 이 위치에서 벗어나는 모든 경우에는 장애물을 알아낼 수 있었다. 사진 잔치는 바퀴의 지름인 13 cm만큼 전진 또는 회전하기 전마다 스캔하였다.

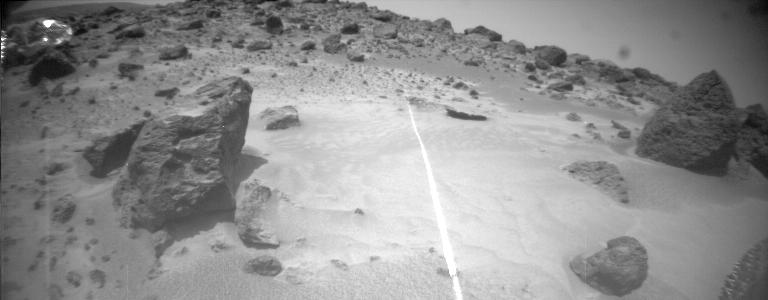
소저너가 촬영한 장애물 감지 사진. 레이저 경로가 선명히 보인다.

장애물의 존재가 확정이 되었을 때, 컴퓨터는 내장되어있는 첫 번째 전략을 수행하였다. 이 전략은 탐사차를 회전하게 해 더 이상 장애물이 감지되지 않을 때까지 실행한 후, 탐사차의 길이의 절반만큼 이동을 하였다. 새로 이동한 지점에서는 목표 지점까지의 직선 경로를 다시 계산하였다. 이 명령이 실행된 후에는 컴퓨터의 메모리 상 통과했던 장애물의 기억이 없었다. 바퀴의 각도는 가변저항으로 조절되었다.
지형이 매우 불규칙한 경우에는 다수의 장애물로 인해서 위의 전략대로 할 수 없었다. 따라서 "바늘에 실 꿰(Thread the Needle)"이라 불리는 두 번째 전략이 있었다. 이 전략은 두 장애물 사이의 이등분선을 따라 진행하는 것으로, 탐사차가 통과할 수 있을 만큼 충분히 장애물 사이 공간이 벌어져 있을 경우에 사용되었다. 탐사차가 미리 정해진 거리 내에 빈 공간을 발견하면 스스로 회전하여 목표 지점까지의 새로운 직선 경로를 계산했다. 반대로, 빈 공간을 발견하지 못하면 후진하여 다른 경로를 시도했다. 최후의 수단으로 탐사차 앞뒤 표면에는 접촉 센서가 장착되어 있었다.
탐사차의 방향 전환을 용이하게 하기 위해 지구로부터 회전을 직접 명령할 수 있었다. 이 명령은 "회전(Turn)"이었으며, 자이로스코프를 사용해 실행되었다. 세 개의 가속도계는 서로 수직인 세 방향으로 배열해 중력 가속도를 측정하여 지형의 기울기를 파악할 수 있게 했다. 탐사차는 30°를 넘는 경사를 요구하는 경로는 회피하도록 프로그램되어 있었으나, 45°로 기울어져도 전복되지 않도록 설계되었다. 이동 거리는 바퀴 회전수로 결정되었다.

## 마리 퀴리

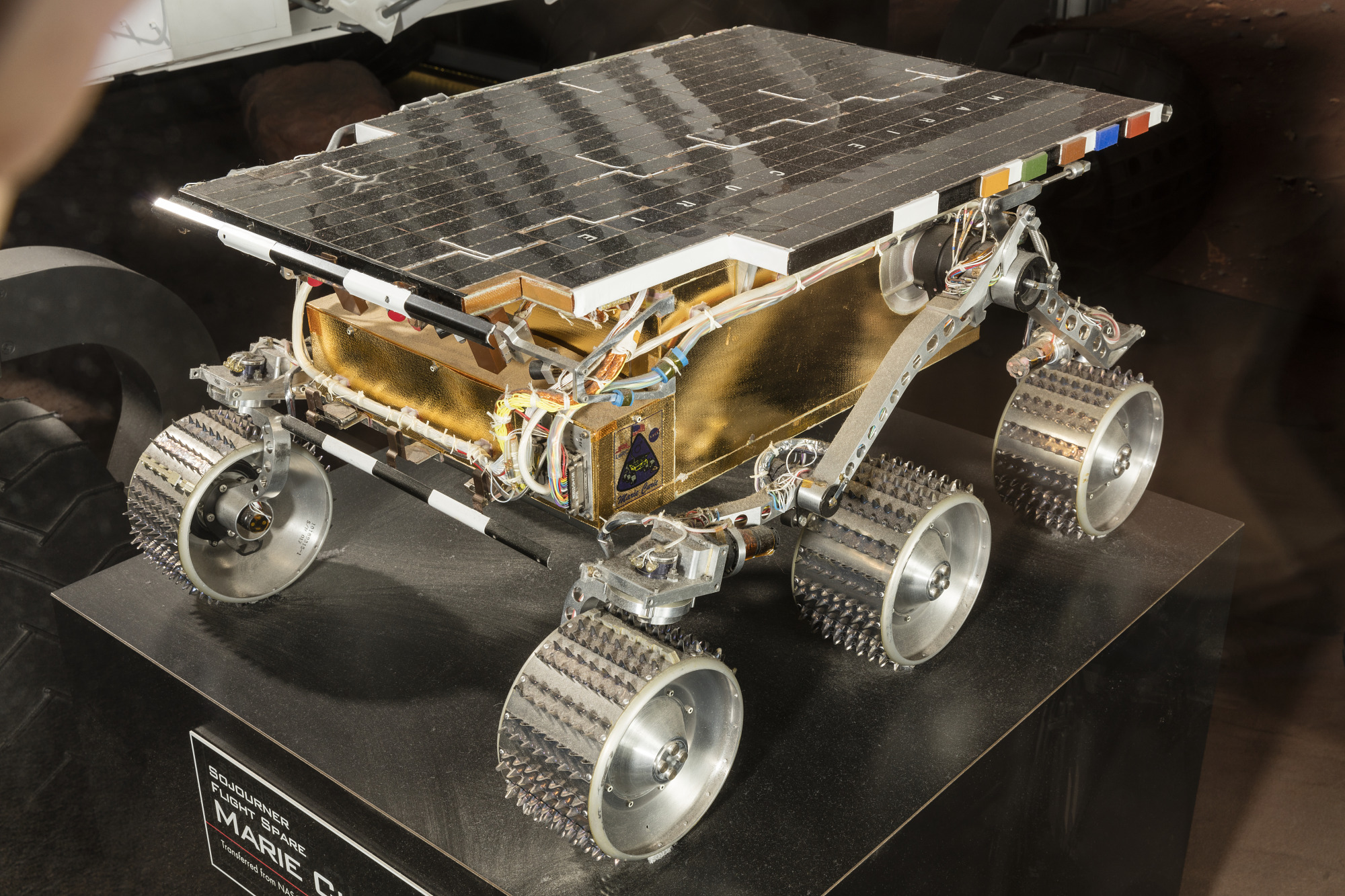
마리 퀴리(다른 각도에서 본 모습: 1, 2, 3)

마리 퀴리는 소저너의 예비 비행체이다. 화성에서 운용이 이루어질 당시, 소저너에 전송될 가장 복잡한 명령 시퀀스들은 JPL에서 이 동일한 탐사차를 통해 검증하였다. NASA는 마리 퀴리를 취소된 Mars Surveyor 2001 임무에 보낼 계획이었으며, 2003년에 이를 착륙선에 부착된 로봇 팔을 통해 전개하는 방안도 제안되었다. 그러나 실제로는 Mars Exploration Rover 계획이 2003년에 시작되었다. 2015년, JPL은 마리 퀴리를 스미소니언 국립 항공우주 박물관(NASM)에 이관되었다.
우주사학자이자 NASM 큐레이터인 맷 신델(Matt Shindell)는 "마리 퀴리 탐사차는 완전히 작동 가능한 유닛이었으며, 어떤 시점에서 본체가 될 탐사차와 대기할 예비 탐사차가 결정되었는지는 확실하지 않지만, 메인 차를 즉시 대체할 준비가 되어 있었습니다."라고 하였다.

## 마스야드

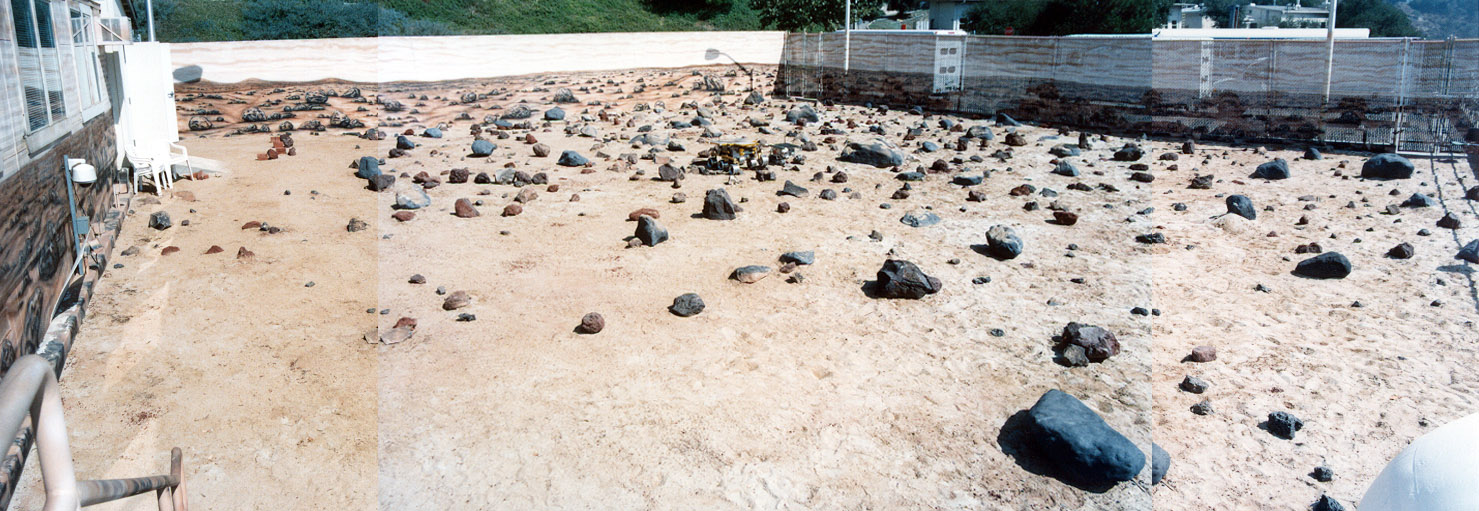
마스야드 테스트 구역에 있는 소저너.

로봇 시제품과 응용 기술을 자연광 아래에서 시험하기 위해 JPL은 마스야드(Mars Yard)라 불리는 화성 모의 지형을 만들었다. 이 화성의 환경을 재현해 놓은 구역은 21m × 22m 크기로 다양한 조건을 실험해보기 위해 여러 종류의 지형이 배치되어 있다. 토양은 해변 모래, 풍화된 화강암, 벽돌 가루, 화산재를 혼합해 만들었으며, 암석은 미세립질 및 기공이 있는 붉은색과 검은색 현무암 등의 여러 종류의 암석이 사용되었다. 암석의 크기 분포는 화성에서 관찰되는 것과 유사하게 설정되었고, 토양 특성 또한 일부 화성 지역의 조건을 모방해 만들었다. 시험용으로 사용된 큰 암석들은 실제 화성과는 다르게 밀도가 낮고 쉽게 이동할 수 있도록 제작되었다. 특수한 시험을 위해 벽돌이나 도랑 같은 다른 장애물들도 자주 활용되었다. 마스야드는 1998년과 2007년에 확장되어 이후의 화성 탐사차 임무들을 도왔다.

## 명명

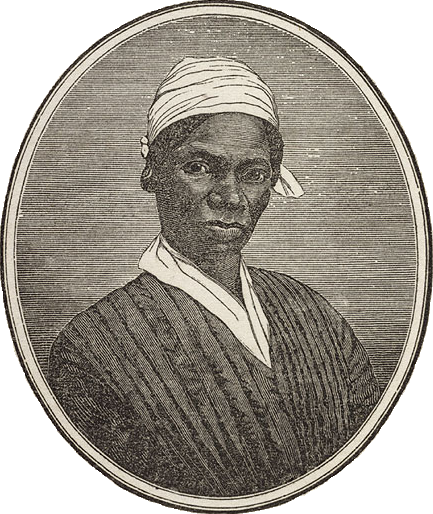
소저너 트루스

소저너라는 이름은 1994년 3월부터 1년 동안 JPL과 Planetary Society가 공동으로 주최한 공모전을 통해 선정되었다. 이 공모전은 전 세계 18세 이하의 학생들을 대상으로 했으며, 참가자들은 "탐사차에게 헌정할 여성 영웅"을 선택하고, 그녀의 업적과 그 업적이 화성 환경에 어떻게 적용될 수 있는지를 설명하는 에세이를 작성해야 했다. 이 캠페인은 National Science Teachers Association이 발행하는 잡지 Science and Children의 1995년 1월호를 통해 미국 내에 홍보되었다.
캐나다, 인도, 이스라엘, 일본, 멕시코, 폴란드, 러시아, 미국 등 여러 국가에서 총 3,500편의 응모작이 접수되었으며, 이 중 1,700편은 5세에서 18세 사이의 학생들이 제출한 것이었다. 수상자는 작업의 품질과 창의성, 화성 탐사차에 어울리는 이름의 적절성, 여성 영웅과 탐사 임무에 대한 참가자의 지식을 기준으로 선정되었다. 수상작은 미국 코네티컷주 브리지포트 출신의 12세 소녀 발레리 앙브루아즈(Valerie Ambroise)가 차지했다. 그녀는 탐사차의 이름을 "소저너 트루스(Sojourner Truth)"로 헌정할 것을 제안했다. 소저너 트루스는 미국 남북전쟁 때의 아프리카계 미국인 노예제 폐지론자이자 여성 인권 운동가이다. 2등은 메릴랜드주 록빌 출신의 18세 딥티 로하트기(Deepti Rohatgi)로, 노벨상을 수상한 폴란드계 프랑스 화학자 마리 퀴리를 제안했다. 3등작은 텍사스주 라운드록 출신의 16세 애덤 시디(Adam Sheedy)로, 1986년 챌린저호 참사로 사망한 미국 우주비행사 주디스 레즈닉을 제안했다.
소저너는 "Microrover Flight Experiment"의 약자인 MFEX로도 알려져 있었다.

## 임무

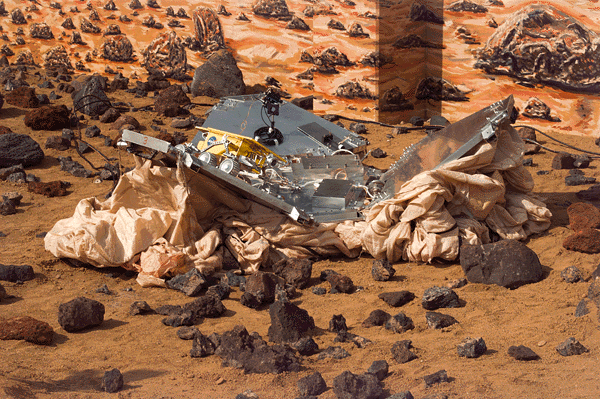
꽃잎 모양의 구조가 열린 후 착륙선 위에 있는 탐사차의 위치.

소저너는 1996년 12월 4일 델타 II 로켓에 실려 발사되었으며, 1997년 7월 4일 화성에 도달하였다. 탐사차는 옥시아 팔루스 사각지대의 크리세 평원(Chryse Planitia)에 위치한 아레스 협곡(Ares Vallis)에서 동작하였다. 탐사차는 1997년 7월 5일부터 착륙선과의 통신이 끊긴 같은 해 9월 27일까지 작동하였다. 총 83 화성일 동안 작동했으며 이 수치는 탐사차의 예상 작동 기간의 12배에 해당한다. 이 기간 동안 소저너는 104 m를 이동했으며, 항상 착륙선에서 12 m 이내에 머물렀다. 탐사차는 550장의 사진을 촬영했으며, APXS를 통해 총 16회의 분석을 수행했다. 이 중 9회는 암석, 나머지는 토양을 대상으로 한 것이었다. 또한 11회의 바퀴 마모 실험(Wheel Abrasion Experiment)과 14회의 토양 역학 실험을 착륙선과 같이 수행하였다.

### 착륙 지점
탐사차의 착륙 지점은 1994년 4월 휴스턴의 달과 행성과학 연구소(Lunar and Planetary Institute)에서 결정되었다. 이 착륙 지점은 화성 북반구에 위치한 고대의 범람 평야인 아레스 협곡으로, 화성에서 가장 암석이 많은 지역 중 하나이다. 해당 지점은 착륙에 비교적 안전하고, 홍수 동안 운반된 다양한 암석이 존재할 것으로 여겨져 선택되었다. 이 지역은 바이킹호에 의해 이미 촬영되어 잘 알려진 장소였다. 성공적으로 착륙한 후, 착륙선은 천문학자 칼 세이건을 기리기 위해 "칼 세이건 추모기지"라는 공식 명칭을 부여받았다.

### 전개
마스 패스파인더는 1997년 7월 4일 착륙하였다. 착륙 후 87분 뒤, 꽃잎 모양의 구조가 열리며 탐사차 소저너와 안쪽의 태양전지가 부착된 부분이 노출되었다. 탐사차는 다음 날 착륙선에서 지면으로 내려왔다.

### 암석 분석

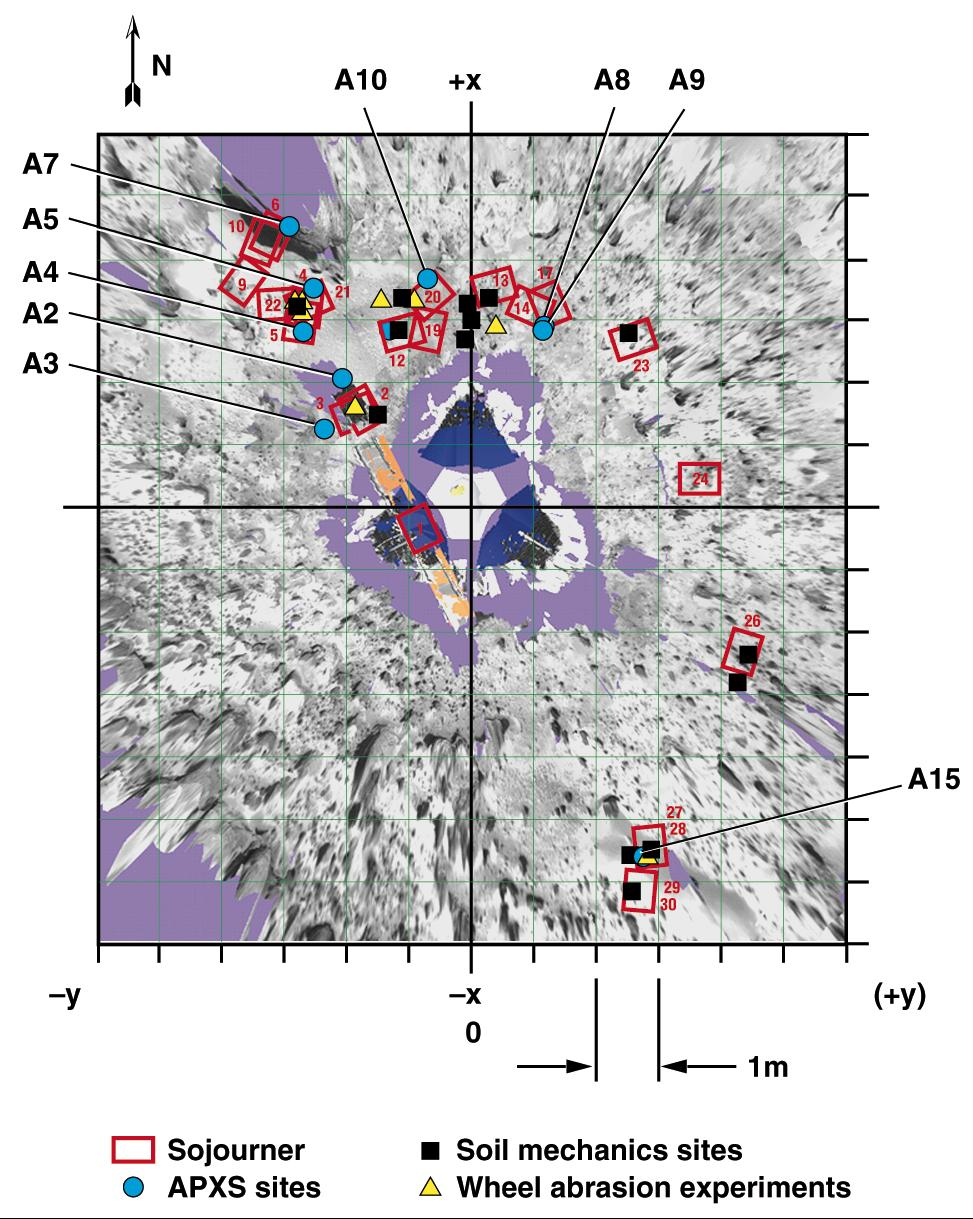
착륙선 주변 지역의 위에서 본 모습으로 탐사차의 이동 경로를 보여준다. 빨간 사각형은 1솔부터 30솔까지 각 화성일 말의 탐사차 위치이다. 토양 역학 실험, 바퀴 마모 실험, APXS 측정 위치가 표시되어 있다.

착륙 지점의 암석들은 카툰 캐릭터들의 이름을 따서 명명되었다. 그중에는 팝 타르트(Pop Tart), 엔더(Ender), 미니-마터호른(mini-Matterhorn), 웨지(Wedge), 베이커스 벤치(Baker's Bench), 스쿠비 두(Scooby Doo), 요기(Yogi), 바나클 빌(Barnacle Bill), 곰돌이 푸(Pooh Bear), 피글렛(Piglet), 더 램브(the Lamb), 더 샤크(the Shark), 진저(Ginger), 수플레(Souffle), 캐스퍼(Casper), 모(Moe), 스팀피(Stimpy) 등이 포함되었다. 하나의 사구는 인어 사구(Mermaid Dune)이라 명명되었고, 언덕 두 개는 쌍둥이 봉우리(Twin Peaks)로 불렸다.
첫 번째 분석은 3번째 화성일에 "바나클 빌"이라는 암석에서 수행되었다. 이 암석의 조성은 APXS 분광기를 통해 분석되었으며, 전체 스캔에는 10시간이 소요되었다. "요기"라는 암석은 10번째 화성일에 분석되었다. 해당 암석 주변 지형이 주변보다 낮아 보이며, 이것은 과거 홍수를 일으킨 물의 증발로 인한 것일 수 있다는 시각도 제기되었다.
이 두 암석은 모두 안산암으로 밝혀졌으며, 이는 일부 학자들에게 놀라운 발견이었다. 안산암은 지각과 맨틀 사이의 상호작용이 필요한 지질학적 과정을 통해 형성되기 때문이다. 하지만 주변 고지대에 대한 정보가 부족하여, 이 발견이 가지는 모든 의미를 파악하기는 어려웠다.
그 후 탐사차는 다음 목표로 향했고, 14번째 화성일에 "스쿠비 두"라는 암석을 분석하고 "캐스퍼"라는 암석을 촬영했다. 이들 둘 다 고결된 퇴적물로 간주되었다. "모"라는 암석은 풍화의 증거를 보여주었다. 대부분의 암석은 높은 규소 함량을 보였다. "바위 정원(Rock Garden)"이라 불리는 지역에서는 초승달 모양의 사구들이 관찰되었는데, 이는 지구에서 발견되는 사구들과 유사했다.
착륙 지점은 다양한 암석들로 이루어져 있으며, 이 중 일부는 "요기"와 같이 분명히 화산에서 생성된 것들이다. 다른 암석들은 역암으로, 그 기원에 대해서는 여러 가설이 제시되었다. 한 가설에 따르면 이들은 화성의 과거 수환경에서 형성되었을 가능성이 있으며, 이를 뒷받침하는 증거로 높은 규소 함량이 있다. 이것은 퇴적의 결과일 수도 있으며, 다양한 크기의 둥근 암석들이 발견되었고 계곡의 형태는 하천 환경에 부합한다는 점이 근거가 된다. 더 작고 더 둥근 돌들은 표면 충돌 사건 중에 생성되었을 수도 있다.

미션의 최종 결과는 1997년 12월 5일자 Science지에 여러 학술지 논문으로 실렸으며, 그에 따르면 요기 암석은 먼지 코팅이 있었지만 바나클 빌과 유사한 구성으로 보였다. 계산에 따르면 이 두 암석은 대부분 방사휘석(마그네슘-철 규산염), 장석(칼륨, 나트륨, 칼슘의 알루미늄 규산염), 그리고 석영(이산화규소)으로 이루어져 있으며, 그 외에 소량의 자철석, 타이타늄철석, 황화 철, 인산 칼슘이 포함되어 있다.

## 대중문화 속소저너

영화 마션의 한 장면. 소저너와 패스파인더 모두 보인다.

- 파일:The Martian scene with Mars Pathfinder.jpg영화 마션의 한 장면. 소저너와 패스파인더 모두 보인다.2000년 영화 레드 플래닛에서, 최초의 화성 탐사 임무에 참여한 승무원들은 착륙선이 추락한 후 생존한다. 그러나 통신 장비가 파괴되어 궤도에 있는 복귀선과 연락할 수 없게 된다. 죽었다고 추정되어 화성에 남겨지기 전에 다시 연락하기 위해 승무원은 패스파인더 탐사선이 있는 현장으로 가 부품을 회수하여 간이 라디오를 만들었다.[79]

- 2001년 스타 트렉: 엔터프라이즈의 오프닝 영상에서는, 먼지에 덮여 작동이 멈춘 소저너의 모습이 잠깐 등장한다. 또 다른 장면에서는 칼 세이건 추모기지에 있는 탐사차 착륙지의 추모 명판이 보인다.[80] "테라 프라임" 에피소드에서는, 소저너가 화성 표면에서 기념비처럼 짧게 등장한다.

- 앤디 위어의 2011년 소설 마션[81]과 이를 바탕으로 제작된 2015년 영화 마션[82]에서, 주인공 마크 와트니는 화성에 고립된다. 그는 패스파인더 착륙선을 찾아내어 지구와의 통신을 복구한다. 영화 제작을 위해 착륙선과 탐사차는 JPL의 도움으로 실제처럼 재현되었다. 영화의 제작 디자이너 아서 맥스는 "우리는 실제로 작동 가능한 패스파인더 모형을 만들었고, 영화 전반에 걸쳐 사용했다"고 말했다.[24] 영화에서는 마크 와트니가 그의 화성 기지인 아레스 III 기지 내부에 있는 장면에서도 소저너가 주위를 돌아다니는 모습이 나온다.

## 수상
- 1997년 10월 21일, 미국 유타주 솔트레이크시티에서 열린 미국지질학회 연례 회의에서, 소저너는 Planetary Geology Division의 명예 회원으로 선정되었다.[83]
- 1997년 11월, 화성 패스파인더 프로그램의 업적을 기념하기 위해 $3 프라이어리티 메일(Priority Mail) 우표가 발행되었다. 1,500만 장이 인쇄되었다. 이 우표는 1997년 7월 4일, 화성 표면에 착륙한 직후 패스파인더가 보내온 첫 번째 이미지를 기반으로 하고 있으며, 소저너 탐사차가 패스파인더 위에 놓여 있고, 배경에는 아레스 협곡 지역의 파노라마 뷰가 있다. 우표의 뒷면에는 패스파인더에 대한 설명이 실려 있다.[84]
- 소저너는 카네기 멜런 대학교에 의해 로봇 명예의 전당에 등록되었다.[85]
- 2021년에 착륙한 퍼서비어런스는 외부 플레이트 중 하나에 소저너를 시작으로 한 모든 NASA의 화성 탐사차들을 단순화하여 새겨 넣었다.[86]

## 핵심인력
탐사차와 그 장비의 개발 및 화성에서의 운용 지휘는 NASA의 엔지니어 그룹인 "탐사차 팀(The Rover Team)"이 맡았다. 주요 인원은 다음이 있었다.
- 마이크로탐사차 비행 실험 관리자: 제이콥 마티예비치 (Jacob Matijevic, JPL)
- 마이크로탐사차 비행 실험 수석 엔지니어: 윌리엄 레이먼 (William Layman, JPL)
- 마이크로탐사차 비행 실험 조립 및 리드 테스트 엔지니어: 앨런 시로타 (Allen Sirota, JPL)
- 마이크로탐사차 미션 운용 엔지니어: 앤드루 미슈킨 (Andrew Mishkin, JPL)
- IMP 수석 연구원: 피터 H. 스미스 (Peter H. Smith, 애리조나 대학교)
- ASI/MET 시설 장비 과학팀 리더: 존 T. 쇼필드 (John T. Schofield, JPL)
- ASI/MET 수석 엔지니어: 클레이튼 라보 (Clayton LaBaw, JPL)
- APXS 수석 연구원: 루돌프 리더 (Rudolf Rieder, 독일 마인츠 막스 플랑크 화학 연구소)
- 바퀴 마모 실험 수석 연구원: 디. 퍼거슨 (D. Ferguson), 제이. 콜레키 (J. Kolecki, NASA 루이스 연구센터)
- 물질 부착 실험 수석 연구원: 제이 랜디스 (G. Landis), 피. 젠킨스 (P. Jenkins, NASA 루이스 연구센터)
- JPL 화성 탐사 프로그램 매니저: 도나 셜리 (Donna Shirley)

## 사진

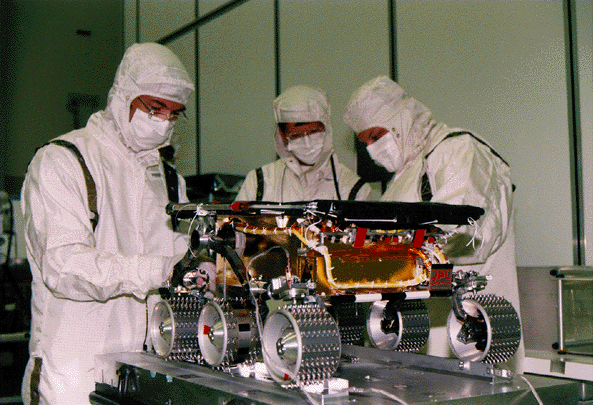
소저너를 만드는 모습.
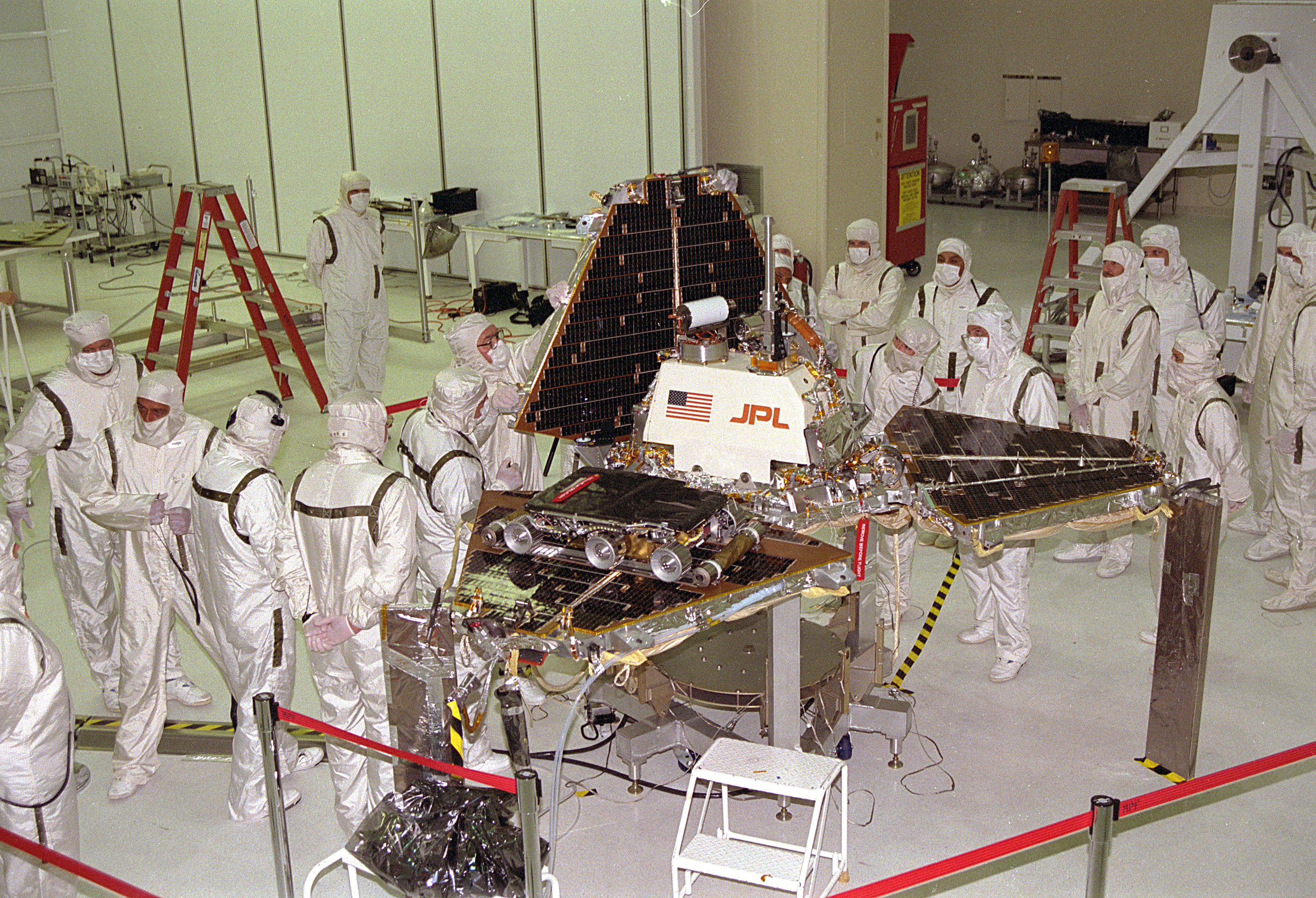
패스파인더와 소저너가 발사되기 전 접히는 모습, 1996년 10월, JPL.
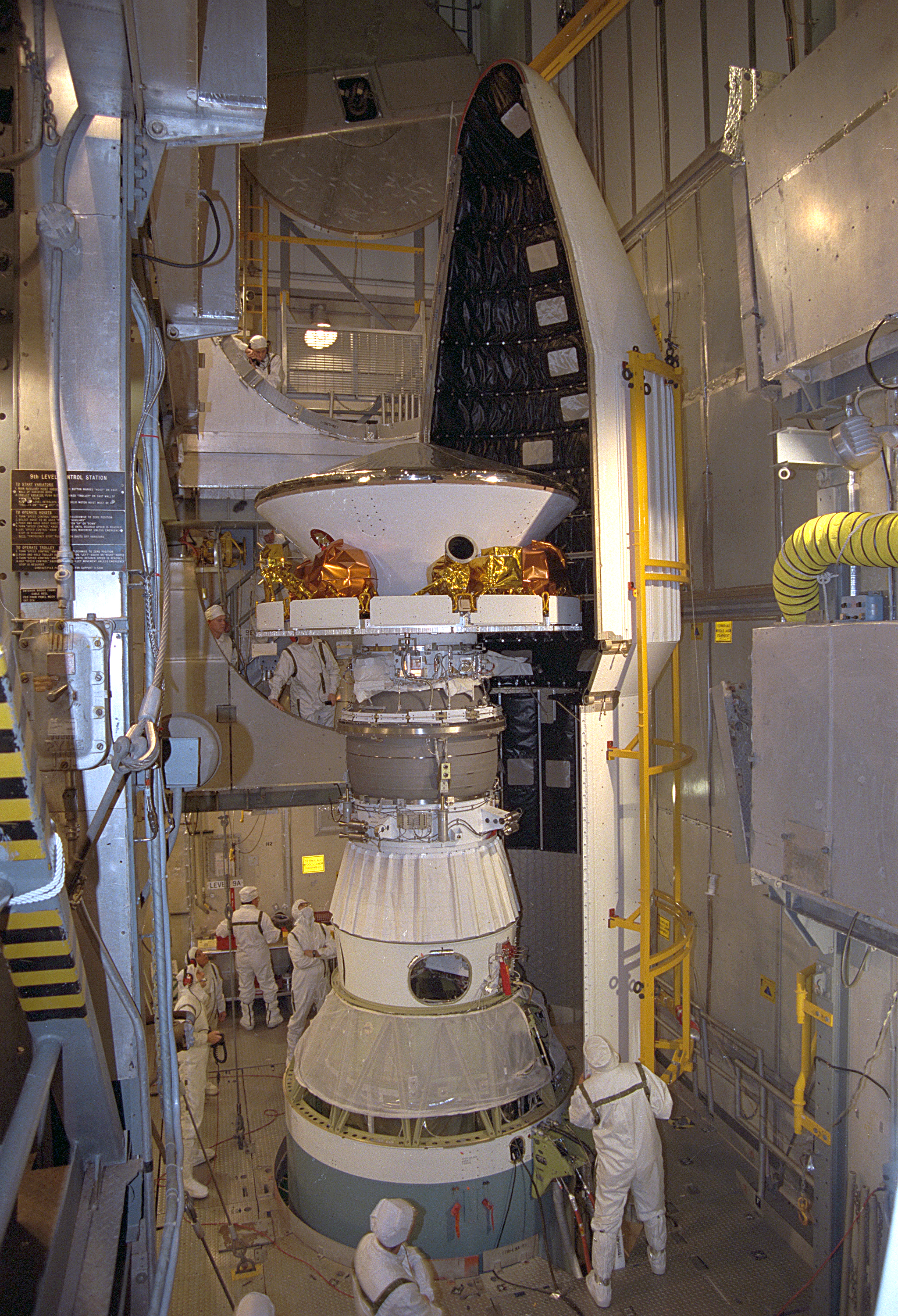
로켓에 실어지고 있는 마스 패스파인더.
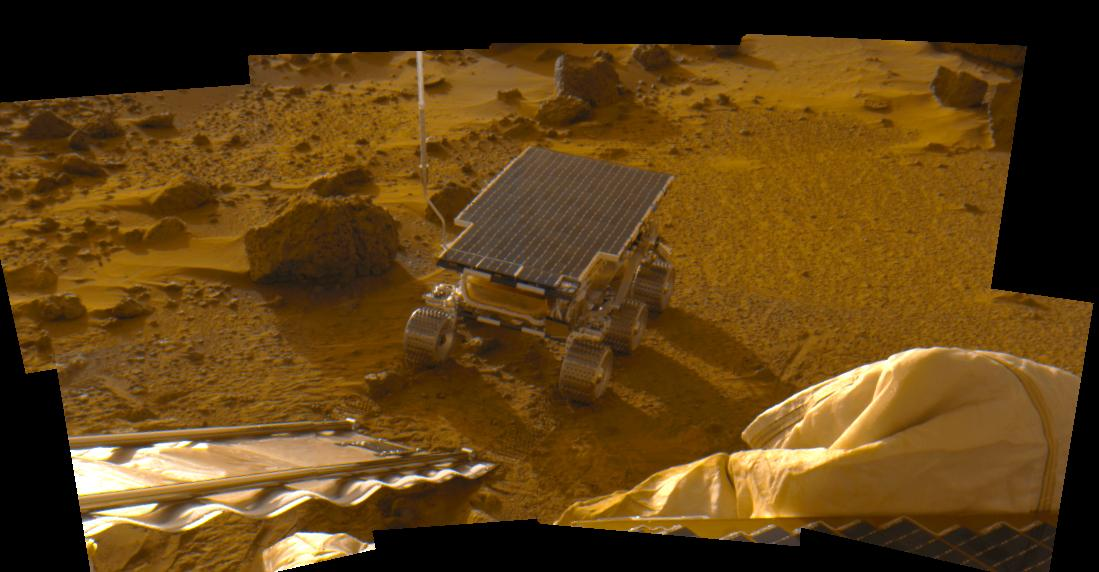
530, 600, 750 nm 필터를 이용해 촬영한 소저너의 파노라마 사진.
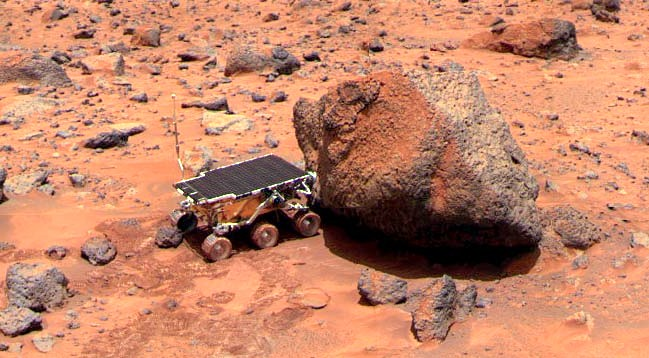
"요기(Yogi)" 암석에 대한 분광 분석을 진행하고 있는 소저너.
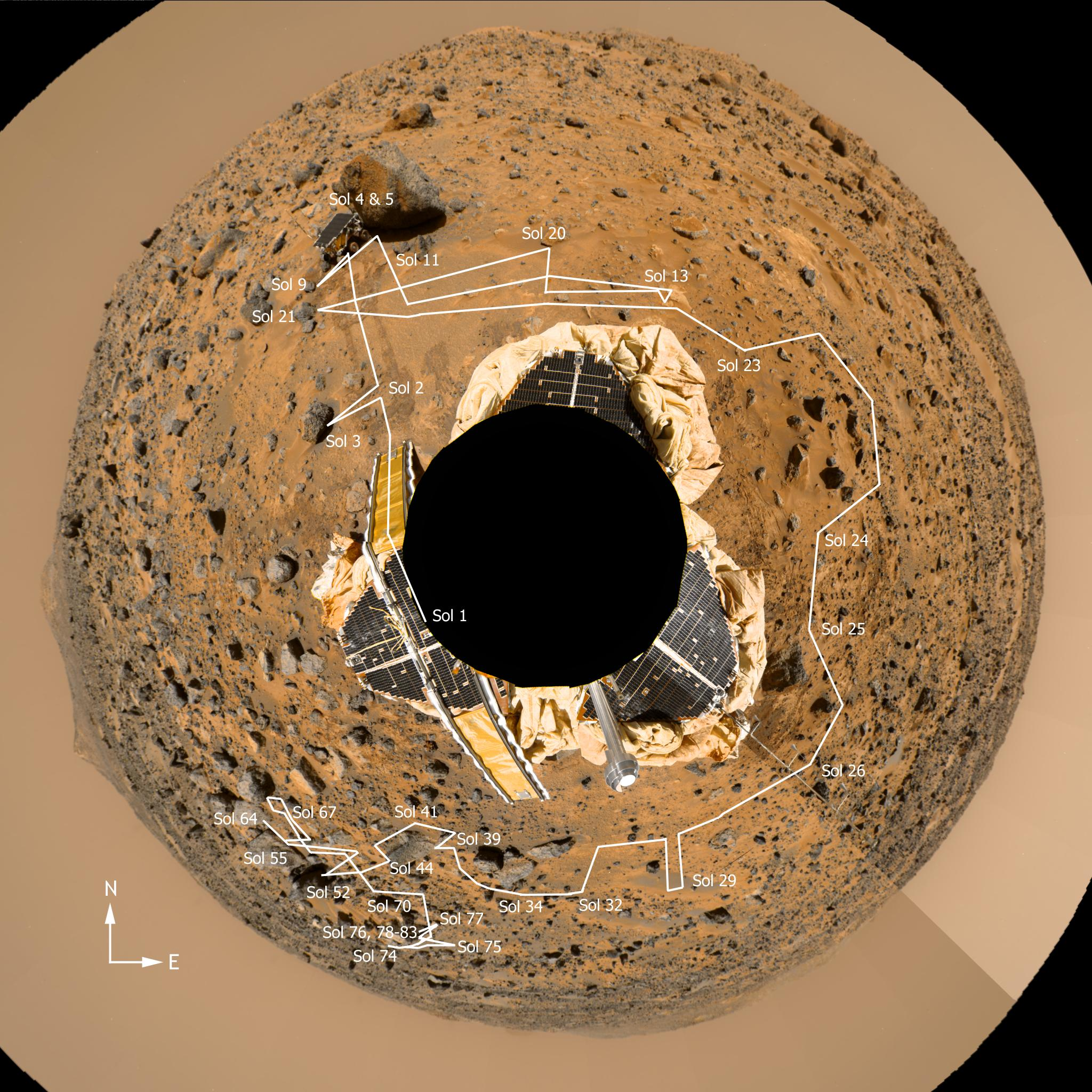
착륙선이 촬영한 소저너 탐사차의 경로가 투영된 사진.
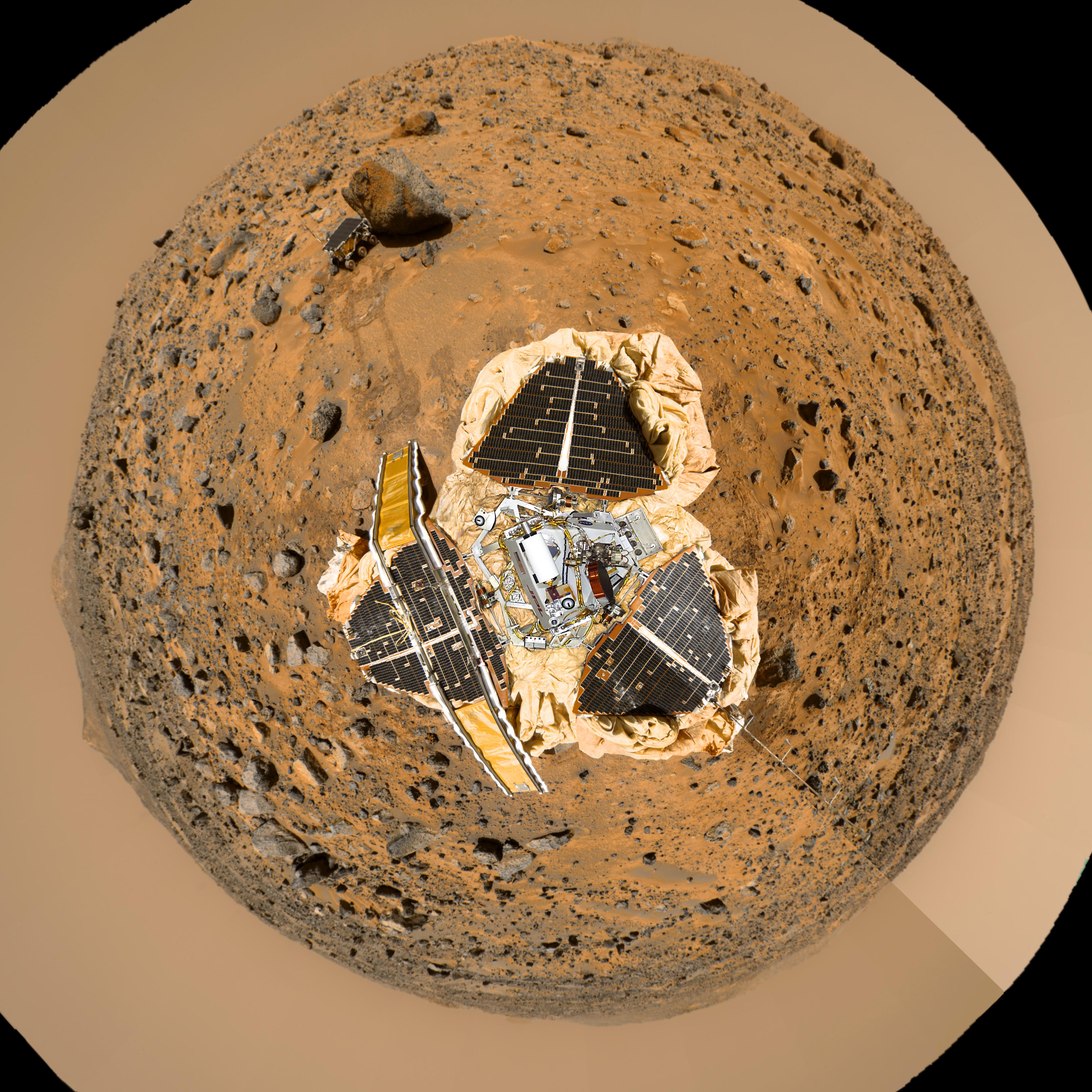
탐사차와 착륙선을 같이 위에서 촬영한 사진. 색 보정, IMP 필터 5, 9, 0 사용.
"요기(Yogi)" 옆의 탐사차, 10솔차에 촬영한 사진이다.

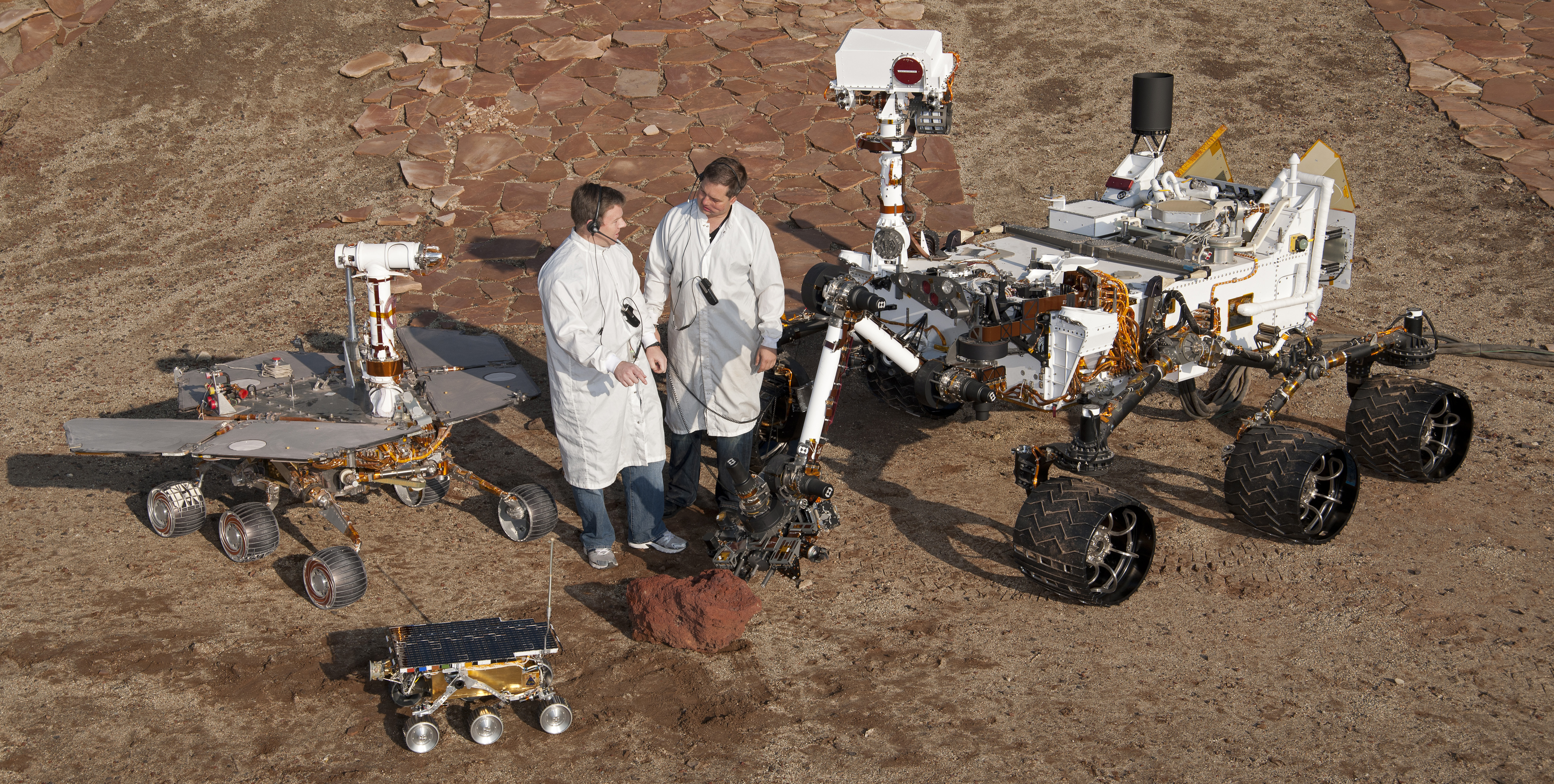
NASA 제트추진연구소(JPL)에서 개발한 세 세대의 화성 탐사차를 비교하는 차량들과 두 명의 우주선 엔지니어가 함께 서 있다. 이 장면은 JPL의 마스야드 시험 구역에서 촬영된 것이다. 전면 중앙에는 1997년 화성 패스파인더 프로젝트의 일환으로 화성에 착륙한 최초의 화성 탐사차 소저너의 예비 비행기체 마리 퀴리가 있다. 왼쪽에는 2004년 화성에 착륙한 스피릿과 오퍼튜니티의 작동 가능한 형제 기체인 화성 탐사 탐사차 프로젝트(MER) 시험용 탐사차가 있다. 오른쪽에는 2012년 화성에 착륙한 큐리오시티와 동일한 크기의 화성 과학 실험실(Mars Science Laboratory) 시험용 탐사차가 있다. 소저너와 그 예비 기체인 마리 퀴리의 길이는 65cm이며, MER 탐사차는 1.6m, 큐리오시티 탐사차는 3m이다.

새로운 화성 탐사차와의 비교

## 같이 보기
- 화성 탐사
- 바이킹 1호
- 바이킹 2호
- 스피릿
- 오퍼튜니티
- 큐리오시티
- 퍼서비어런스